# Киндяково (Ярославская область)
Киндяково — деревня в Мышкинском районе Ярославской области России. 
В рамках организации местного самоуправления входит в Приволжское сельское поселение, в рамках административно-территориального устройства — в Мартыновский сельский округ.

## География
Расположена на берегу речки Топорка в 26 км на юго-запад от центра поселения села Шипилова и в 41 км на юго-запад от райцентра города Мышкин.

## История
Близ деревни на погосте Николо-Топор на средства капитан-лейтенанта Афанасия Ивановича Башмакова в 1841-1853 годах была построена каменная церковь. Престолов в ней было три: Св. Николая чуд. (в главном храме, летнем), Тихвинской Божией Матери и св. благоверного князя царевича Угличского Димитрия, в зимнем придельном храме. 
В конце XIX — начале XX века деревня входила в состав Хоробровской волости Мышкинского уезда Ярославской губернии.
С 1929 года деревня входила в состав Ново-Топорского сельсовета Мышкинского района, в 1945 — 1959 годах — в составе Масловского района, с 1954 года — в составе Мартыновского сельсовета, с 2005 года — в составе Приволжского сельского поселения.

## Население
| 1859 | 2002 | 2007 | 2010 |
| ---- | ---- | ---- | ---- |
| 86   | ↘5   | →5   | ↘3   |

## Достопримечательности
Близ деревни в урочище Николо-Топор расположена недействующая Церковь Николая Чудотворца (1841).